# Caner Erkin
Caner Erkin (né le 4 octobre 1988 à Edremit) est un footballeur international turc évoluant au poste d'arrière gauche à Sakaryaspor .

## Biographie
Il commence sa carrière au club turc de Manisaspor et arrive au CSKA durant le mercato 2007. Il y débute le 26 mai 2008 en entrant à la 82e minute contre le Zénith Saint-Pétersbourg pour une victoire finale de 2 à 0. Il marque ensuite le 12 juillet 2008 lors de la 13e journée du championnat contre le Spartak Moscou à la 77e minute (le match se termine par le score de 5 buts à 1 en faveur du CSKA).
Au mercato 2010, il est transféré à Fenerbahçe pour un montant d'environ 2 millions d'euros.
Il devient un titulaire au club turc dès sa seconde saison et partage son poste avec Reto Ziegler.
À la fin de la saison 2015-2016, il signe au club italien de l'Inter pour trois années.
En 2016, il retourne dans son pays natal avec le Beşiktaş dans le cadre d'un prêt qui sera levé le 1er juillet 2017 pour 750 000 € .
En mars 2018, Caner doit comparaître devant un juge pour avoir insulté l'arbitre du match opposant le Beşiktaş à Istanbul Basakshehir le 23 octobre 2017, le procureur aurait requis entre un et deux ans de prison à son encontre.

## Palmarès
En club
 CSKA Moscou
- Coupe de Russie : 2008 et 2009
- Supercoupe de Russie : 2009

 Fenerbahçe
- Championnat de Turquie : 2011 et 2014
- Coupe de Turquie : 2012 et 2013
- Supercoupe de Turquie : 2014

 Beşiktaş
- Championnat de Turquie : 2017